# Dlouhá Loučka, Svitavy
Dlouhá Loučka là một làng thuộc huyện Svitavy, vùng Pardubický, Cộng hòa Séc.